# Kingsknowes Hotel

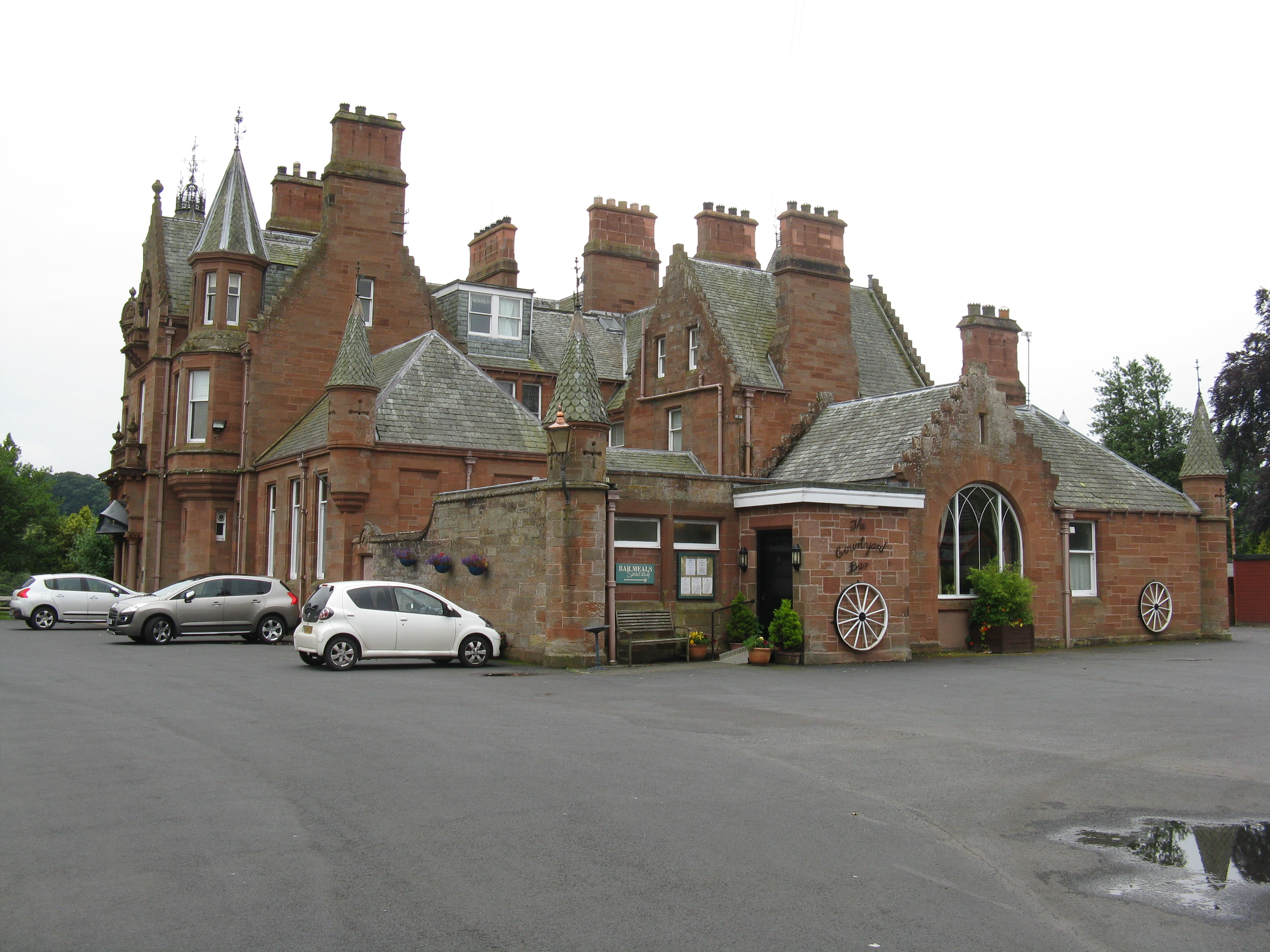
Kingsknowes Hotel

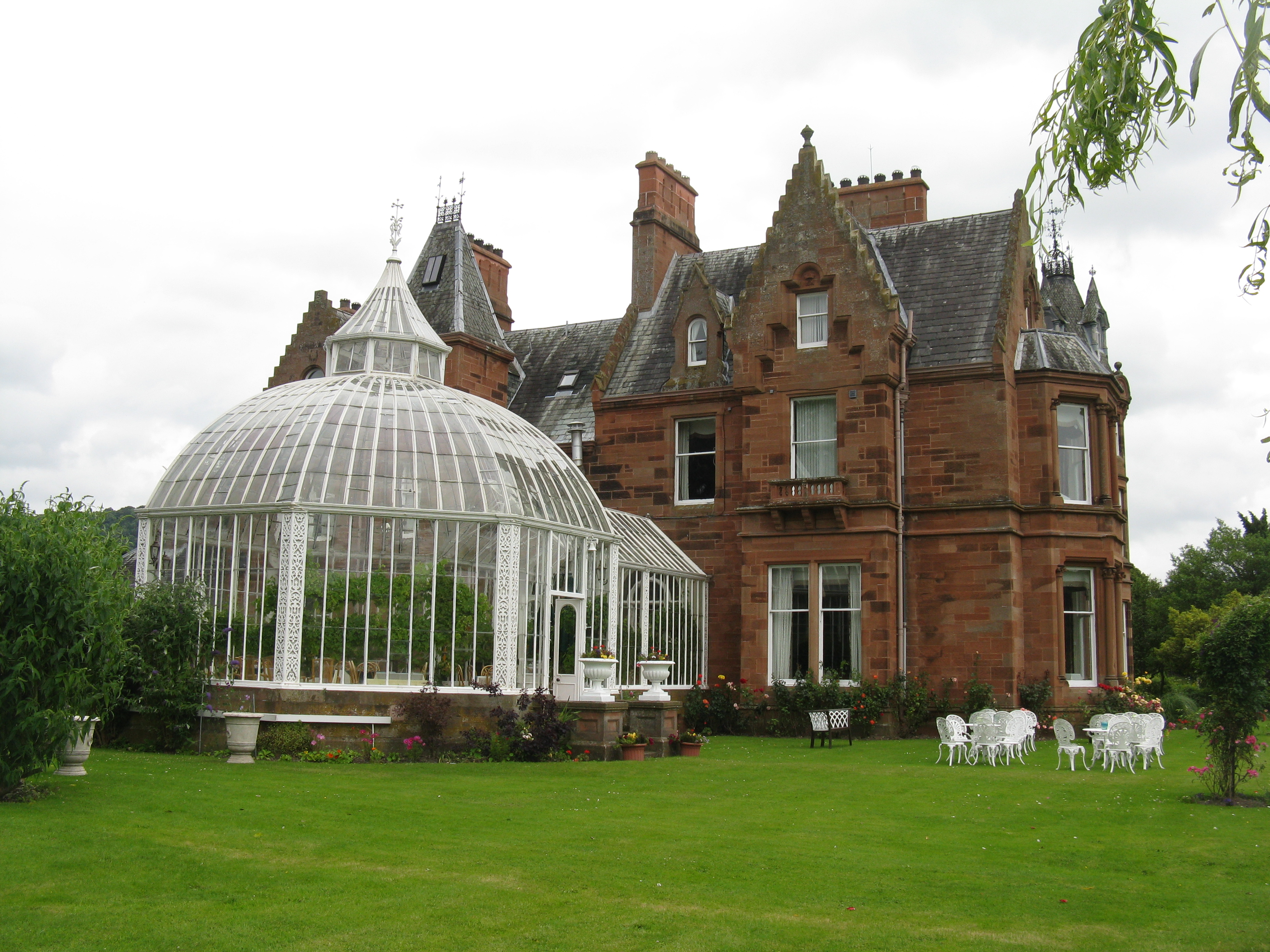
Gartenseite

Das Kingsknowes Hotel ist ein Hotel in der schottischen Kleinstadt Galashiels in der Council Area Scottish Borders. 1990 wurde das Bauwerk in die schottischen Denkmallisten in der höchsten Denkmalkategorie A aufgenommen.

## Geschichte
Adam Lees Cochrane, Eigentümer der Netherdale Mill, ließ das Gebäude 1868 als Villa errichten. Für den Entwurf verpflichtete er den schottischen Architekten William Hay, der kurz zuvor von einem 20-jährigen Aufenthalt in den Vereinigten Staaten nach Schottland zurückgekehrt war. Der Bau wurde im folgenden Jahr abgeschlossen. Der auf dem Anwesen befindliche Wintergarten entstammt einem Entwurf von Mackenzie und Moncur und wurde 1868 auf einer Ausstellung der Royal Scottish Academy präsentiert. In der zweiten Hälfte der 1900er Jahre führte Harold Ogle Tarbolton kleiner Überarbeitungen an dem Hotel aus.

## Beschreibung
Das Kingsknowes Hotel liegt nahe dem linken Tweed-Ufer im Südosten von Galashiels. Der Standort überblickt die ehemaligen Mühlengebäude im Nordosten sowie das Anwesen Abbotsford im Süden. Direkt nordöstlich quert die A6091 den Tweed. Das im Scottish-Baronial-Stil gestaltete Gebäude weist auch neogotische Elemente sowie Details der französischen Renaissancearchitektur auf. Das Mauerwerk des asymmetrisch aufgebauten Hotels besteht aus rotem Sandstein. Die abschließenden Walmdächer sind mit Schiefer eingedeckt. Hervorzuheben ist der südwestlich an das Hotel angrenzende Wintergarten, auf welchen sich der Denkmalschutz explizit erstreckt. Dieser weist einen oktogonalen Grundriss auf und ist über einen Korridor mit dem Hauptgebäude verbunden. Der Bau aus kleinteiligen, konvexen Glaselementen schließt mit einer geschwungenen Haube mit aufsitzender, runder Laterne.